# Class (TV-serie)
Class är en brittisk science fiction-serie och spin-off till den brittiska science fiction-serien Doctor Who. Serien skapades och skrevs av Patrick Ness som även producerade serien tillsammans med Brian Minchin och Steven Moffat.
Avsnitten hade premiär på BBC Three mellan 22 oktober och 3 december 2016. Serien handlar om fem studenter och några anställda på skolan Coal Hill Academy som får ett uppdrag av Doktorn vilket är att ta hand om utomjordiska hot medan de försöker leva sitt vardagliga liv. 
Serien fick ganska positiv kritik för sin mörka ton, manus, teman, rollfigurer och skådespelare. Serien hade dock väldigt låga tittarsiffror och BBC Three meddelade i september 2017 att serien var inställd.